# Représentation permanente de la France auprès de l'Union européenne
Ne doit pas être confondu avec Représentation permanente de la France auprès du Conseil de l'Europe.
La représentation permanente de la France auprès de l'Union européenne est une représentation diplomatique de la France, assurant la liaison entre les institutions françaises et l'Union européenne à Bruxelles. Elle est placée sous l'autorité du représentant permanent de la France auprès de l'UE qui a rang d'ambassadeur. La représentation défend les intérêts de la France au sein du COREPER, comité regroupant les représentants des différents pays de l'UE et dont la fonction est de préparer les décisions prises en conseil de l'Union européenne.

## Organisation
Une équipe interministérielle de 200 personnes dont une centaine de conseillers assure le fonctionnement de la représentation française, elle est assistée d'experts et de fonctionnaires qui interviennent lors des réunions des groupes de travail préparatoires aux discussions du COREPER.  
Du côté des institutions françaises, le secrétariat général des Affaires européennes, en relation avec tous les ministères, est l'interlocuteur privilégié de la représentation permanente. Celle-ci entretient également des relations avec l'Assemblée nationale et avec le Sénat, chacune de ces assemblées disposant d'une commission dédiée aux affaires européennes (Commission des Affaires européennes de l'Assemblée nationale et Commission des Affaires européennes du Sénat).   
Du côté de l'Union européenne, la représentation est en relation étroite avec la Commission, avec le Parlement européen, et avec le Service européen pour l’action extérieure.

## Fonctionnement

### Préparation des conseils de ministres
Les projets législatifs proposés par la Commission européenne sont étudiés au sein de groupes de travail pilotés par les membres du COREPER. Chaque groupe de travail est composé d'experts et de fonctionnaires spécialisés qui analysent le projet. La représentation permanente recueille les résultats des travaux ainsi que les avis d'organismes professionnels et économiques, d'organismes de recherche, d'ONG et si besoin directement des citoyens. Le secrétariat général des Affaires européennes, en relation avec tous les ministères français concernés, définit la position de la France à partir des informations remontées par la représentation permanente. Cette position sera défendue par la représentation permanente lors des réunions hebdomadaires du COREPER. Les positions de chaque pays pouvant être divergentes, les membres du COREPER doit entrer en négociations pour aboutir à un compromis qui sera remis aux ministres participant au conseil. La procédure législative se poursuit par la réunion du conseil durant laquelle les ministres assistés de leurs conseillers, membres de la représentation permanente, partent des propositions du COREPER pour voter ou amender le projet législatif.  

### Information des institutions françaises
La représentation permanente informe les ministères, assemblées et institutions françaises sur les propositions ou les décisions européennes ainsi que sur les sujets en cours de discussion. 
Informées au plus tôt, les institutions françaises peuvent :
- étudier les impacts d'un projet législatif présenté par la commission,
- évaluer si le projet respecte le principe de subsidiarité,
- commencer à préparer la transposition du texte dans le corpus législatif national s'il y a lieu,
- émettre des avis sur les différents sujets abordés au niveau de l'Union européenne (politiques intérieures et extérieures), .

La représentation permanente a également un rôle plus général d'information par le biais de ses contacts avec les journalistes et par l'assistance qu'elle accorde aux entreprises françaises pour les aider à mieux comprendre le fonctionnement de l'Union européenne et en particulier à mieux profiter des opportunités que peuvent représenter pour elles les différents programmes européens (cf. relations avec le Cercle des délégués permanents français).

### Relations avec le Service européen pour l'action extérieure
Le rôle des représentations permanentes des différents pays est de participer à l'élaboration de la politique extérieure commune de l'Europe qui sera défendue par le Service européen pour l'action extérieure.  

## Autres représentation de la France au sein de l'Union européenne

### Représentation permanente des régions
Chaque région dispose d'une représentation permanente à Bruxelles, elles ont un rôle d'information des collectivités locales sur les évolutions ou décisions pouvant les affecter, elles peuvent aider au montage de projets disposant de financement européen et elles défendent les intérêts de chaque région au sein des institutions de l'Union européenne.
En 2016, un rapport de la Commission des affaires européennes de l'Assemblée nationale notait la faiblesse des effectifs et des moyens accordés aux représentations permanentes des régions françaises face aux moyens alloués aux représentations permanentes des Länders allemands.

### Le Cercle des délégués permanents
Ce cercle, assure la défense des intérêts français à Bruxelles, il rassemblait 230 membres en 2016, principalement des entreprises, des organisations professionnelles, des cabinets d'avocats et des collectivités locales.

### Représentations sectorielles
Outre leur présence au sein du cercle des délégués permanents, les entreprises françaises sont représentées, parmi d'autres entreprises européennes, dans de nombreuses structures sectorielles (automobile, industrie chimique, industries agro-alimentaires...).